# آندرئا میتو
 آندرئا میتو (انگلیسی: Andreea Mitu؛ زادهٔ ۲۲ سپتامبر ۱۹۹۱) یک تنیس‌باز اهل رومانی است. 